# Головатий Максим Сергійович
Макси́м Сергі́йович Голова́тий (23 лютого 1992, м. Мена, Чернігівська область, Україна — 18 лютого 2015, м. Дебальцеве, Донецька область, Україна) — сержант Збройних сил України. Учасник російсько-української війни.

## Життєпис
Народився в місті Мена на Чернігівщині. 2010 року закінчив Менську ЗОШ І-ІІІ ступенів ім. Т. Шевченка. З 2010 по 2012 рік навчався у Чернігівському професійно-технічному ліцеї №18 за спеціальністю «муляр-штукатур».
Строкову військову службу проходив у складі 36-ї окремої бригади берегової оборони в селі Перевальне АР Крим. Повернувшись в рідне місто, працював робітником ТОВ «Мена ПАК».
Мобілізований 28 квітня 2014 року до сформованого на Чернігівщині 13-го батальйону територіальної оборони «Чернігів-1». Сержант, командир відділення 13-го окремого мотопіхотного батальйону «Чернігів-1». Взимку зі своїм підрозділом до останнього обороняв місто Дебальцеве від російсько-сепаратистських загарбників.
Загинув від снайперського вогню 18 лютого 2015 року під час відходу українських військ з дебальцівського плацдарму в Бахмут (колишній Артемівськ). Вважався зниклим безвісти з 18 лютого, у квітні тіло Максима упізнали серед загиблих.
30 квітня 2015 року Мена попрощалась зі своїм Героєм. Поховали Максима на центральному кладовищі міста. В нього залишились батьки.

## Нагороди та вшанування пам'яті

Меморіальна дошка Максима Головатого, м. Мена, ЗОШ ім. Т. Г. Шевченка

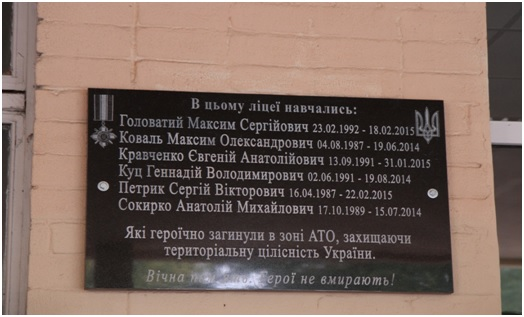
Меморіальна дошка на фасаді будівельного ліцею, м. Чернігів

За особисту мужність і високий професіоналізм, виявлені у захисті державного суверенітету та територіальної цілісності України, вірність військовій присязі нагороджений орденом «За мужність» III ступеня (21.3.2016, посмертно).
Присвоєно звання  «Почесний громадянин Менського району» (30.3.2016, посмертно).
24 серпня 2015 року в школі ім. Т.Г. Шевченка м. Мена відбулось урочисте відкриття меморіальної дошки молодшому сержанту Максиму Головатому.
13 жовтня 2015 року на фасаді професійного будівельного ліцею в Мені відкрито меморіальну дошку на честь шістьох випускників, серед яких і Максим Головатий.